# مايك ديزني
مايك ديزني (بالإنجليزية: Mike Disney)‏ هو عالم فلك بريطاني، ولد في 10 أكتوبر 1937 في برمنغهام في المملكة المتحدة.